# چیهارو ایچو
چیهارو ایچو (انگلیسی: Chiharu Icho؛ زادهٔ ۶ اکتبر ۱۹۸۱) کشتی‌گیر اهل ژاپن است.